# 4-溴吡啶
4-溴吡啶是一种有机化合物，化学式为C5H4BrN。它可由4-氨基吡啶的重氮化反应制得。它和2-溴吡啶（锂化后处理为有机锌试剂）在钯配合物的催化锌进行根岸偶联反应，可以制得2,4'-联吡啶。